# 曾文 (地名)
曾文，是臺灣臺南市善化區的一個傳統地域名稱，位於該區中部略偏西北。相較於今日行政區，其範圍大致包括溪美里不含西北部及東北端、胡家里東部中間一小段及東南部凸出部分、什乃里、胡厝里東邊凸出三角地區、文正里不含東南端、頂街里西北部、東關里不含南端、光文里西部中央略偏南段。

## 歷史
台灣日治初期，曾文地區為一（舊制）街庄，稱為「曾文庄」，隸屬於善化里西堡。昔日該庄西北隔曾文溪與溝仔墘庄為界，北邊及東邊北側大部分與六份藔庄為鄰，東邊南側小部分與北仔店庄為鄰，南邊為座駕庄、灣裡街，西邊為胡厝藔庄。
1901年（日治明治三十四年）11月11日，全台廢縣廳改設二十廳，該街隸屬於臺南廳。1903年（明治三十六年）6月，該街編入「灣裡區」，隸屬於臺南廳。1909年（明治四十二年）10月25日，全台合併二十廳為十二廳，灣裡區仍隸屬於臺南廳。1913年（大正二年）11月4日，善化里東堡、善化里西堡、新化東里轄區調整，該庄仍隸屬於善化里西堡。1920年（大正九年）10月1日，全台地方制度大改正，廢十二廳及堡里改設五州二廳，該街改制為「曾文」大字，隸屬於臺南州新化郡善化庄（新制街庄）。1940年（昭和十五年）6月17日，善化庄改制為善化街。
戰後善化街改制為善化鎮，隸屬於臺南縣，大字亦改制為里。1950年雲、嘉、南分治，善化鎮仍隸屬於臺南縣。2010年12月25日，因臺南縣市合併為直轄市臺南市，善化鎮改制為善化區。

## 聚落
本地區發展較早的聚落有曾文（已消失）、溪尾、社內、什乃、九間厝等，在日治期初期的官方地圖上已有記載。

## 交通
省道台19甲線是鹽水區鹽水至梓官區赤崁的幹道，經過本地區溪尾聚落。由該道路北行可前往麻豆區、下營區、新營區西部、鹽水區，並止於省道台19線轉角路口；南行可前往善化區善化市區、新市區、新化區、關廟區等地。
市道178號是安南區中崙（實際起點長安）至大內區大匏崙的道路。
區道南122線是蘇厝至東勢寮的道路。
區道南123線是六分寮至善化的道路。
區道南126線是什乃至社內的道路。
區道南128線是胡厝寮至善化的道路。
區道南128-1線是百二甲至烏橋的道路。

## 學校
- 善化國中